# Королецкий, Евгений Васильевич
Евгений Васильевич Королецкий (03 января 1985, Минск, Республика Беларусь) — поэт, писатель, музыкант. Лауреат Национальной литературной премии "Поэт Года" в номинации "Дебют" за 2022ой год.

## Биография
Евгений Королецкий родился в г. Минске. Учился на юридическом факультете Белорусского государственного университета. С 2008 года проживает в России. Трудился в различных сферах и компаниях, занимался собственным бизнесом. Женат. Имеет сына.

## Творчество

### Музыка
Автор выпускает музыку под псевдонимами Koroletski и Dj St@lker. В своём музыкальном творчестве экспериментирует с различными стилями: от электронной музыки, рока и попа до регги, джаза, рок-н-ролла и даже оперы.
В 2025 году на основных мировых музыкальных площадках представлены четыре релиза Королецкого с песнями на стихи автора, а также инструментальными композициями:
LP "Хард" - Koroletski
LP "Софт" - Koroletski
EP "От весны до весны" - Koroletski
EP "RestArt" - Koroletski, Dj St@lker
Личный сайт автора в сети интернет: https://stih.org 